# Nicolás de Lekuona
Nicolás de Lekuona Nazabal (Villafranca, Guipúzcoa, 19 de diciembre de 1913 - Frúniz, Vizcaya, 11 de junio de 1937) fue un pintor, dibujante, diseñador, escritor y fotógrafo español encuadrado en el arte de vanguardia de la primera mitad del siglo XX.

## Vida y obra
Primogénito de siete hermanos en una familia acomodada de talante liberal, era un lector voraz y curioso de todo lo relacionado con los movimientos culturales de la época. Sus primeros estudios de arte los realizó en Beasáin y después los continuó en San Sebastián. Con 19 años hizo su primera exposición, una colectiva en Villafranca de Oria, en la que bautizó sus trabajos como «pinturas industriales». Ese año de 1932 se trasladó a Madrid a estudiar aparejadores durante tres años. En esta ciudad establece contacto, en las tertulias del café Pombo, con Jorge Oteiza y José Sarriegui. Otro círculo que frecuentará será el grupo posteriormente conocido como primera escuela de Vallecas. Al regresar a Villafranca conoció a José Manuel Aizpurúa, que le animó a presentarse en 1935 a la XI exposición de autores noveles en San Sebastián.
Sus primeras fotografías se enmarcan en la corriente de la Nueva Visión por la utilización de encuadres diagonales, primeros planos o picados y contrapicados, mientras que sus fotomontajes muestran una influencia de la Bauhaus, pero también las recibe del futurismo y del constructivismo e incluso del movimiento dadá.
Murió durante la guerra civil española: habiendo sido movilizado tras la caída de Guipúzcoa por el autoproclamado ejército nacional, un bombardeo del propio bando acabó con su vida, mientras colaboraba en asistencia sanitaria en la zona de Frúniz (Vizcaya).
En 1979 se recuperó su imagen en varias exposiciones-homenaje en San Sebastián, Vergara, Bilbao y Pamplona. Adelina Moya, profesora de la UNED, ordenó y catalogó su obra fotográfica, pictórica y dibujos, en dos volúmenes, entre 1982 y 1983.
En 2019 la familia del artista donó al Museo de Bellas Artes de Bilbao un conjunto de objetos personales del artista formado por cuadernos de notas y dibujos, cartas autógrafas y dos óleos sobre cartón que, con otros materiales adquiridos por el museo en 2019 y 2022 (fotografías, fotomontajes y dibujos de arquitectura), fueron dados a conocer en una exposición celebrada entre diciembre de 2023 y marzo de 2024.

## Reconocimientos
Una plaza de su localidad natal lleva su nombre. Además, una Asociación Fotográfica de la misma población (Ortzadar, que tiene su domicilio en la plaza dedicada a este autor), organiza un concurso fotográfico en su honor.